# Bottenhavet
Bottenhavet (finsk: Selkämeri) er den sydligste og bredeste del af Den Botniske Bugt. Kvarken danner grænse i nord mod den egentlige Den Botniske Bugt.
Bottenhavet har en udstrækning på 350 km i nord-syd-retningen, er 230 km på det bredeste og har et areal på 66 000 km². Største dybde er 293 m, middeldybde 68 m.
61°30′N 19°30′Ø / 61.5°N 19.5°Ø